# Кызылкишлак
Карпык (каз. Қарпық) — село в Меркенском районе Жамбылской области Казахстана. Входит в состав сельского округа Андас батыра. Код КАТО — 315441400.

## Население
В 1999 году население села составляло 1034 человека (535 мужчин и 499 женщин). По данным переписи 2009 года, в селе проживали 932 человека (481 мужчина и 451 женщина).